# Wunibald Braun
Wunibald Braun (* 20. September 1839 in Eiterfeld; † 29. Dezember 1912) war ein deutscher Industrieller, Mitgründer und kaufmännischer Kopf der von ihm mit Wilhelm Eugen Hartmann (1853–1915) gegründeten Mess- und Regeltechnikfirma Hartmann & Braun AG. Der Aufbau und die Entwicklung dieses Unternehmens war seine Lebensleistung.

## Familie
Er war der älteste von acht Kindern des Gerichtsbeamten Konrad Braun. Jüngere Brüder waren der Altphilologe Philipp Braun und der Nobelpreisträger Ferdinand Braun.
1912 starb Wunibald Braun, drei Jahre später Wilhelm Eugen Hartmann. Die Söhne beider Gründer, Franz Braun, Leonhard Braun sowie Robert Hartmann-Kempf traten im Lauf der Jahre in das Werk und ihre Verwaltung ein und übernahmen die Führung. 1915 starb auch der Chefphysiker Th. Bruger; 1920 folgte ihm Franz Braun. Waldemar Braun, ein weiterer Sohn des Gründers, trat 1920 in den Vorstand des Unternehmens ein. Er baute das Unternehmen aus und leitete den Wiederaufbau nach der Weltkriegszerstörung. Sein Enkel Wilfried Braun (* 30. Juni 1917; † 10. August 1999) übernahm als dritte Generation die Leitung des Unternehmens. 1967 erhielt Konsul Wilfried Braun eine Ehrenplakette der Stadt Frankfurt am Main.

## Entwicklung der Hartmann & Braun AG
1968 übernahm AEG die Mehrheit an dem bis dahin weitgehend in Familienbesitz befindlichen Unternehmen. Wilfried Braun blieb zunächst Geschäftsführer. 1981 wurden diese Anteile von der kriselnden AEG an den Mannesmann-Konzern weiterverkauft. 1995 wurde das Unternehmen an die italienisch-amerikanische Elsag Bailey Process Automation N.V. mit Sitz im niederländischen Haarlem verkauft. 1997 erfolgte der Umzug des Unternehmenssitzes nach Eschborn. 1999 wurden der Elsag Bailey -Konzern von Asea Brown Boveri AG übernommen, dabei wurde Hartmann & Braun vollständig integriert. Die Bestände des Firmenarchivs befinden sich im Frankfurter Institut für Stadtgeschichte.